# Emulador 3270

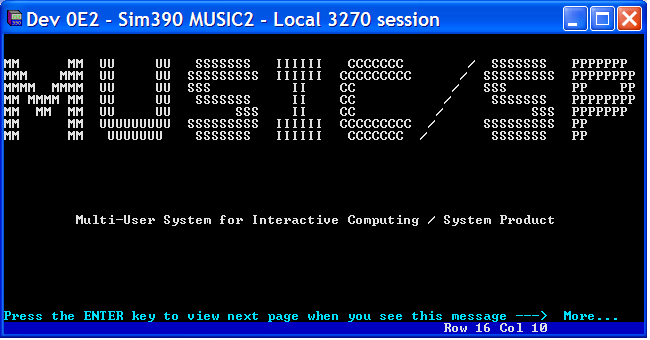
Un cliente TN3270 corriendo en Windows

Un Emulador 3270 es un emulador de terminal que duplica las funciones de una terminal IBM 3270 en una computadora, generalmente una PC o microcomputadora similar. 
Como los terminales originales de la serie 3270 estaban conectados a la computadora host a través de un controlador de pantalla (controlador de clúster) usando cable coaxial, los emuladores originalmente requerían placas adaptadoras de comunicación de canal (raro), coaxial o síncrona para instalarse en la PC. Hoy en día, muchos emuladores se comunican con la computadora central a través de un servidor TN3270 usando la variante TN3270 (RFC 1576) de Telnet (RFC 495) del protocolo común en redes TCP/IP, incluido Internet, por lo que ya no se requiere hardware especial en máquinas con acceso a Internet. Varios proveedores ofrecieron emuladores 3270 y clientes TN3270 coaxiales y de comunicaciones adjuntos como parte del mismo producto.

## Conectividad
Una forma de categorizar un simulador 3270 es por cómo se conecta al host.
Algunos emuladores 3270 usan un adaptador de canal para conectarse directamente al host. Esto es común en convertidores de protocolos u otras situaciones en las que el rendimiento justifica un costo mayor.
Algunos emuladores 3270 usan un adaptador coaxial como la placa IRMA para conectarse a un controlador de clúster.
Algunos emuladores 3270 utilizan un enlace serie síncrono para conectarse a un controlador de comunicaciones. El uso de BSC requiere menos código, pero un SDLC con SNA permite una mayor funcionalidad.
Algunos emuladores 3270 utilizan una interfaz LAN para un controlador de clúster.
Los emuladores 3270 contemporáneos suelen utilizar TN3270 para conectarse a un servidor TN3270 en el host.

## Productos

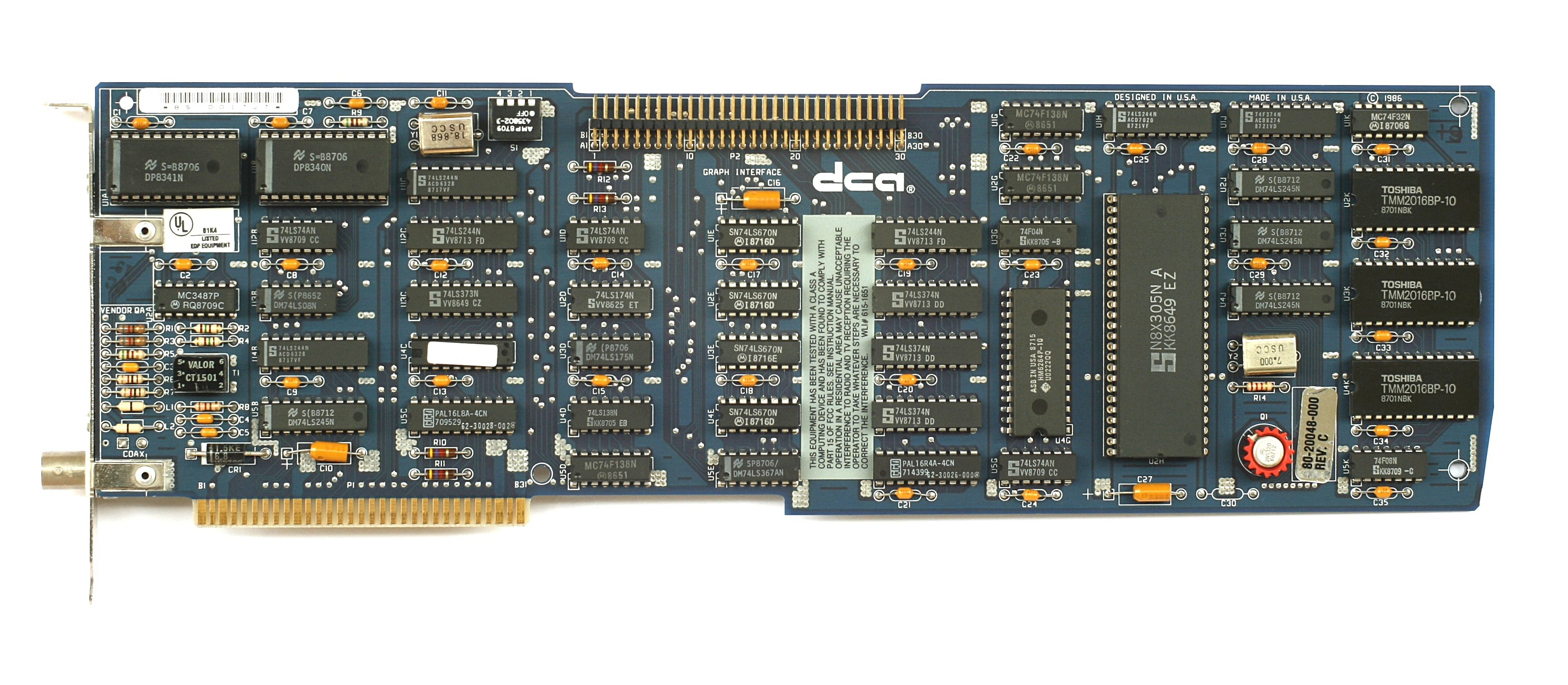
DCA IRMA II ISA para PC.

En 1983, IBM comercializó la IBM 3270 PC, un paquete integrado que incluía una PC, un placa gráfica, software de emulación 3270 y una placa de interfaz coaxial. Los emuladores 3270 y los clientes TN3270 también estaban disponibles a través de muchos proveedores externos como Attachmate y Ericom. Algunas soluciones permitieron que las estaciones de trabajo de una LAN compartiesen una interfaz coaxial.